# Kia Cerato
Kia Cerato (Киа Церато) (t͡sɛˈrɑːto — Цера́то, от итал. cerato — блестящий, натёртый, вощёный, пропитанный воском) — автомобиль среднего класса, производства южнокорейской корпорации Kia Motors. Первое поколение автомобиля было представлено в 2003 году, второе — в 2008 году, третье — в 2012 году, четвёртое — в 2018 году. В 2009 году было представлено купе Cerato Koup.

## Первое поколение
Cerato первого поколения производился в Южной Корее. В самой Южной Корее автомобиль получил название Kia K3 и поступил в продажу в 2003 году. На другие рынки модель вышла в 2004 году и под разными именами: в Европе, Австралии, Бразилии и России — Cerato, в США —  Spectra (там было сохранено название от предшественницы — Kia Spectra, модификации Kia Sephia). По информации ряда интернет-изданий, автомобиль сразу стал «бестселлером» года и лидером продаж в США. Выпускался в кузовах седан и хетчбэк. В 2007 году Kia cee’d заменила Cerato в кузове хетчбэк. Седан же выпускался до 2008 года включительно. Передняя подвеска — независимая типа McPherson, задняя подвеска —многорычажная, независимая, пружинная. Тормоза и передние, и задние — дисковые.

### Безопасность
| Euro NCAP                                  | Euro NCAP | Euro NCAP | Euro NCAP |
| ------------------------------------------ | --------- | --------- | --------- |
| Рейтинги                                   | Пассажир  |           | 19        |
| Рейтинги                                   | Ребёнок   |           | 35        |
| Рейтинги                                   | Пешеход   |           | 8         |
| Протестированная модель: Kia Cerato (2006) |           |           |           |

### Комплектации
Базовая комплектация автомобиля «Стандарт» (LX) включает следующие опции:
- Гидроусилитель руля
- Электростеклоподъёмники передних дверей
- Преднатяжители ремней безопасности
- Подушки безопасности водителя и переднего пассажира
- Аудиоподготовка: 2 динамика в дверях, 2 в задней полке, антенна в левом заднем крыле
- Кондиционер
- Задний противотуманный фонарь
- Антиблокировочная система
- Зеркала с подогревом
- Электрокорректор фар
- Штампосварные стальные диски с декоративными колпаками и шинами размера 185/65 R15
- Возможность регулировки рулевой колонки по высоте

Комплектация «Комфорт» (EX) дополнительно включает в себя
- Регулировка сидения водителя по высоте
- Электростеклоподъёмники всех дверей
- Противотуманные фары
- Маршрутный компьютер
- Антипробуксовочная система (TCS) - отсутствовала у автомобилей сборки ЛуАЗ (Украина)
- Полностью автоматический климат-контроль

Доступна также расширенная комплектация «Спорт» включающая в себя дополнительно:
- Спойлер багажника
- Отделка кожей рулевого колеса и рычага КПП
- Литые колёсные диски и шины размера 195/60 R15
- Накладки порогов

### Двигатели
| Модель     | Серия/код двигателя | Объём    | Мощность    | Крутящий момент                  | Трансмиссия               | Годы производства |
| ---------- | ------------------- | -------- | ----------- | -------------------------------- | ------------------------- | ----------------- |
| Бензиновые |                     |          |             |                                  |                           |                   |
| 1.6        | Alpha II G4ED       | 1599 см³ | 105 л. с.   | 143 Н∙м при 4500 об/мин          | 5-скор. МКПП 4-скор. АКПП | 2003–2006         |
| 1.6        | Alpha II CVVT G4ED  | 1599 см³ | 110 л. с.   | 145 Н∙м при 4500 об/мин          | 5-скор. МКПП 4-скор. АКПП | 2004–2006         |
| 1.6        | Gamma G4FC          | 1591 см³ | 122 л. с.   | 154 Н∙м при 4200 об/мин          | 5-скор. МКПП 4-скор. АКПП | 2006–2009         |
| 2.0        | Beta II CVVT G4GCX  | 1975 см³ | 143 л. с.   | 186 Н∙м при 4500 об/мин          | 5-скор. МКПП 4-скор. АКПП | 2003–2009         |
| Дизельные  |                     |          |             |                                  |                           |                   |
| 1.5        | U D4FA-L            | 1493 см³ | 73/90 л. с. | 170/195 Н∙м при 1900—2500 об/мин | 5-скор. МКПП              | 2005–2006         |
| 1.5        | U D4FA              | 1493 см³ | 102 л. с.   | 235 Н∙м при 2000 об/мин          | 5-скор. МКПП              | 2005–2006         |
| 1.6        | U D4FB              | 1582 см³ | 116 л. с.   | 255 Н∙м при 1900—2750 об/мин     | 5-скор. МКПП              | 2006–2009         |
| 2.0        | D D4EA              | 1991 см³ | 112 л. с.   | 245 Н∙м при 1800—2500 об/мин     | 5-скор. МКПП              | 2003–2006         |

## Второе поколение
На автосалоне в Сиднее, проходившем с 9 по 19 октября 2008 года, Kia представила новую версию седана Cerato, которая в странах Европы и Северной Америке получило название Kia Forte. В странах СНГ Cerato второго поколения сохранило своё имя, и его продажи начались с марта 2009 года.
Изменения затронули интерьер, элементы подвески. Автомобиль получил более широкий (на 4 см), и более длинный (на 3 см) кузов, более длинную (на 4 см) колёсную базу, и более широкую (на 7 см) колею. Вместе с тем на сантиметр сократился клиренс, уменьшив тем самым на сантиметр высоту.
Вместе с тем была упрощена конструкция задней подвески, которая вместо независимой многорычажной стала двухрычажной полузависимой, с упругой балкой, что сделало её более надёжной и простой в ремонте и обслуживании.

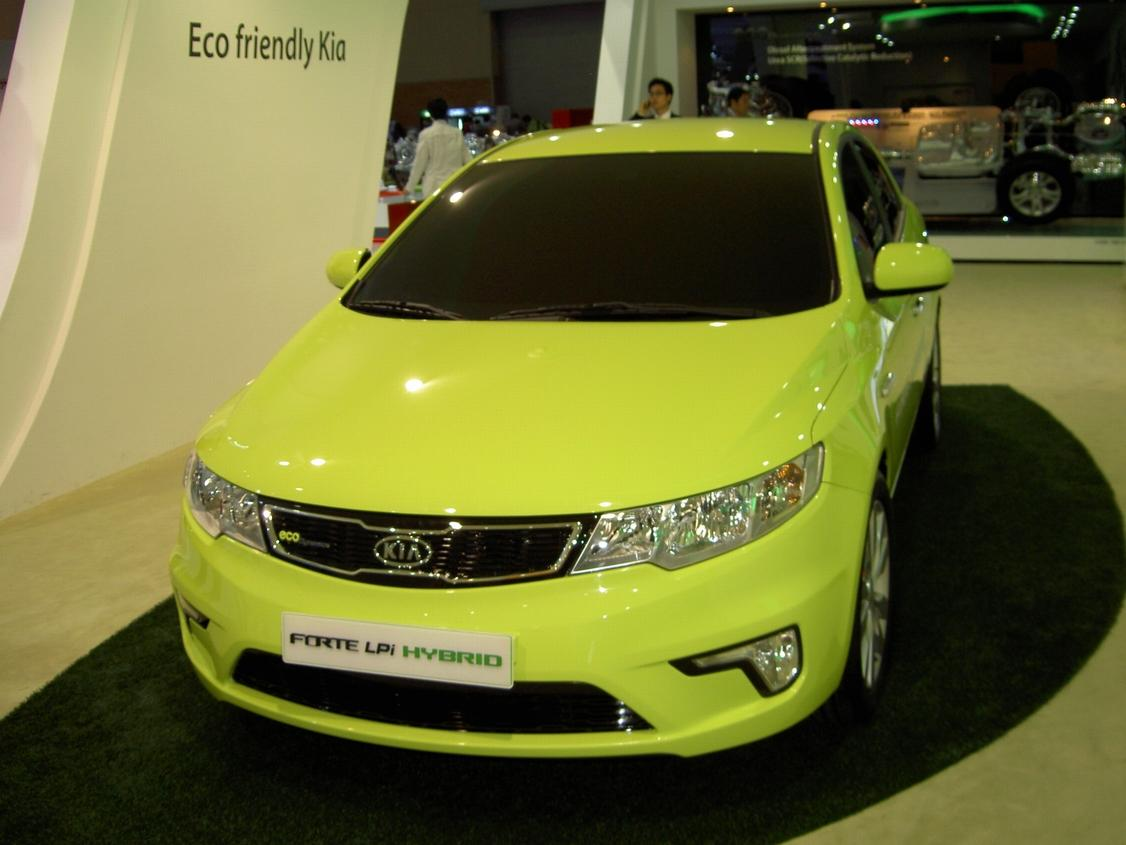
Гибрид
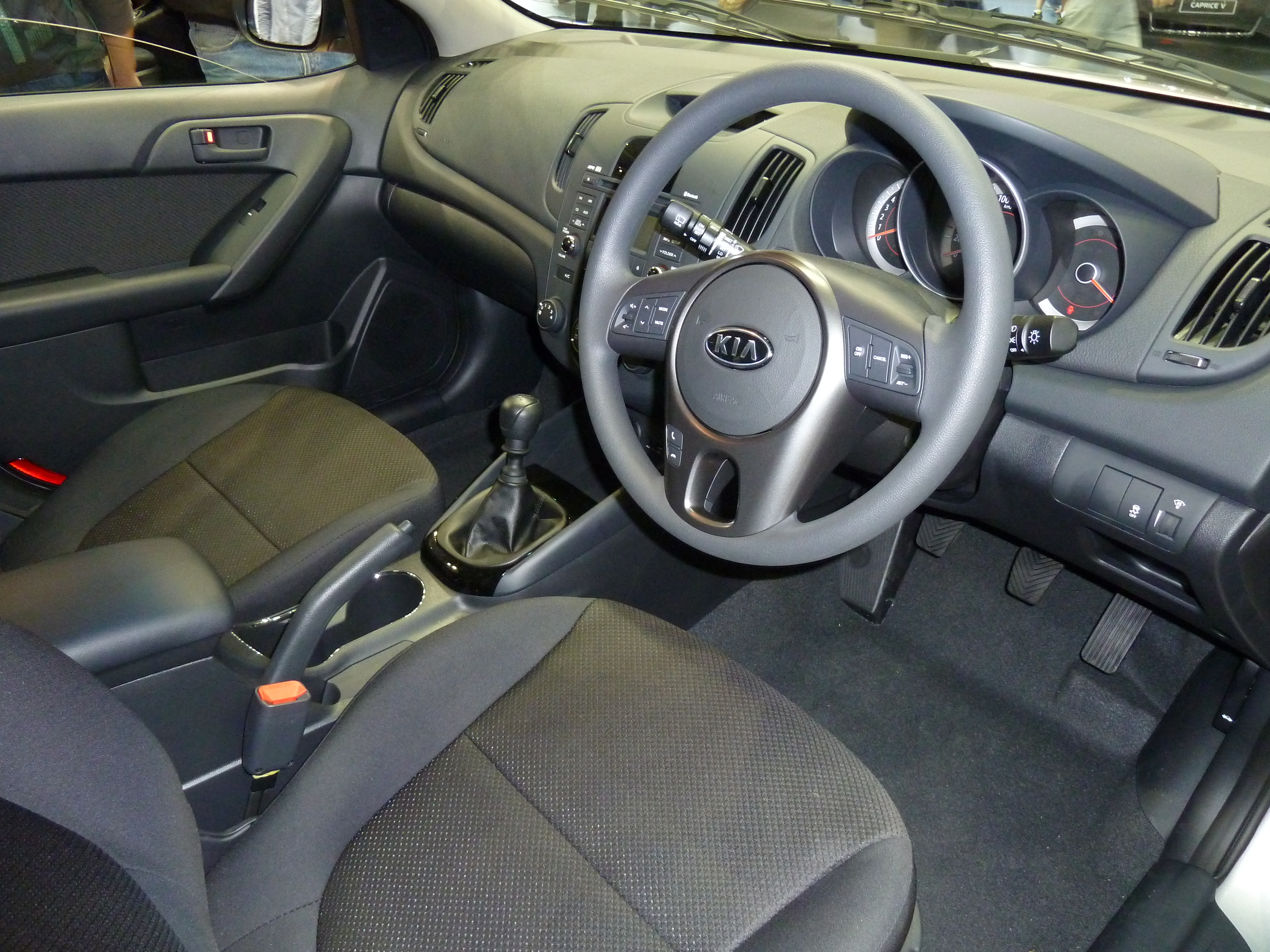
Интерьер

### Двигатели
| Модель                      | Объём    | Мощность  | Крутящий момент | Трансмиссия                               |
| --------------------------- | -------- | --------- | --------------- | ----------------------------------------- |
| Бензиновые                  |          |           |                 |                                           |
| 1.6 L Gamma I4              | 1591 см3 | 126 л. с. | 156 Н∙м         | 5-скор. МКПП, 4-скор. АКПП (6-скор. АКПП) |
| 2.0 L Theta II I4           | 1998 см3 | 156 л. с. | 194 Н∙м         | 5-скор. МКПП, 4- и 6-скор. АКПП           |
| 2.4 L Theta II I4           | 2359 см3 | 173 л. с. | 227 Н∙м         | 6-скор. МКПП, 6-скор. АКПП                |
| Гибридный                   |          |           |                 |                                           |
| 1.6 L Gamma I4 (LPG hybrid) | 1591 см3 | 134 л. с. | 148 Н∙м         | CVT                                       |
| Дизельный                   |          |           |                 |                                           |
| 1.6 L CRDi VGT I4           | 1582 см3 | 128 л. с. | 260 Н∙м         | 4-скор. АКПП                              |

## Третье поколение
Мировая премьера Cerato третьего поколения прошла в 2012 году на Автосалоне в Лос-Анджелесе, несмотря на то, что продажи его в Южной Корее начались ещё летом того же года. Автомобиль обзавёлся новым внешним видом в соответствии с корпоративным стилем компании, интерьером с 4,2-дюймовым цветным дисплеем, а также новыми двигателями. Дизайн третьего поколения был разработан в американском филиале Kia Motors America - дизайн-студией Kia Design Center America (шеф-дизайнер Том Кёрнс) в Калифорнии.
Продажи Kia Cerato третьего поколения  в странах СНГ стартовали с 2013 года. В России Cerato выпускается на АВТОТОРе с февраля 2013 года в четырёх модификациях (comfort, luxe, prestige и premium) с двумя бензиновыми 1,6- и 2,0-литровыми двигателями мощностью 130 и 150 л.с., работающими с 6-ступенчатой механической и с 6-диапазонной автоматической коробками передач. В сентябре 2014 года завершился монтаж оборудования по организации полного цикла сборки данной модели.

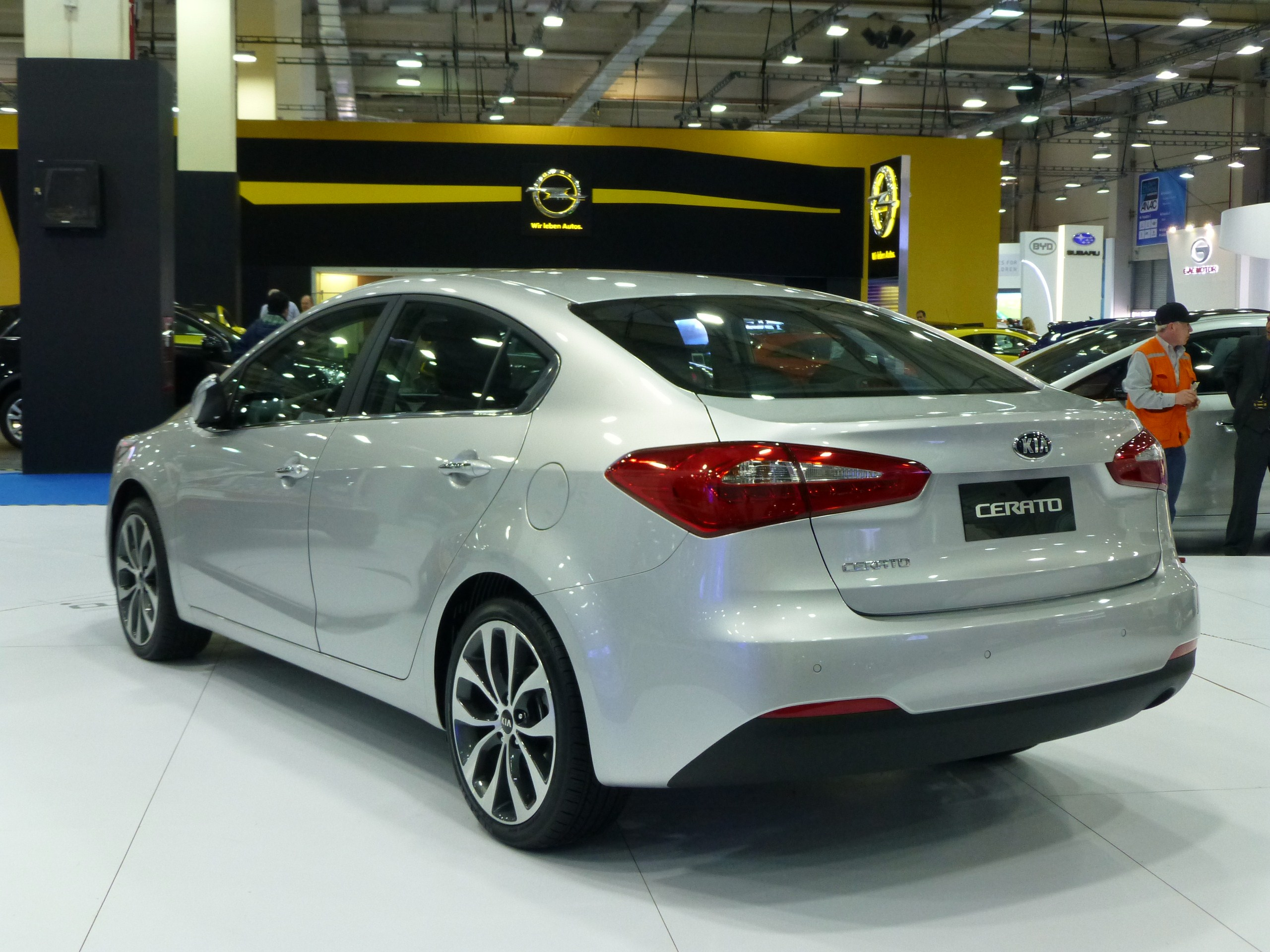
Вид сзади
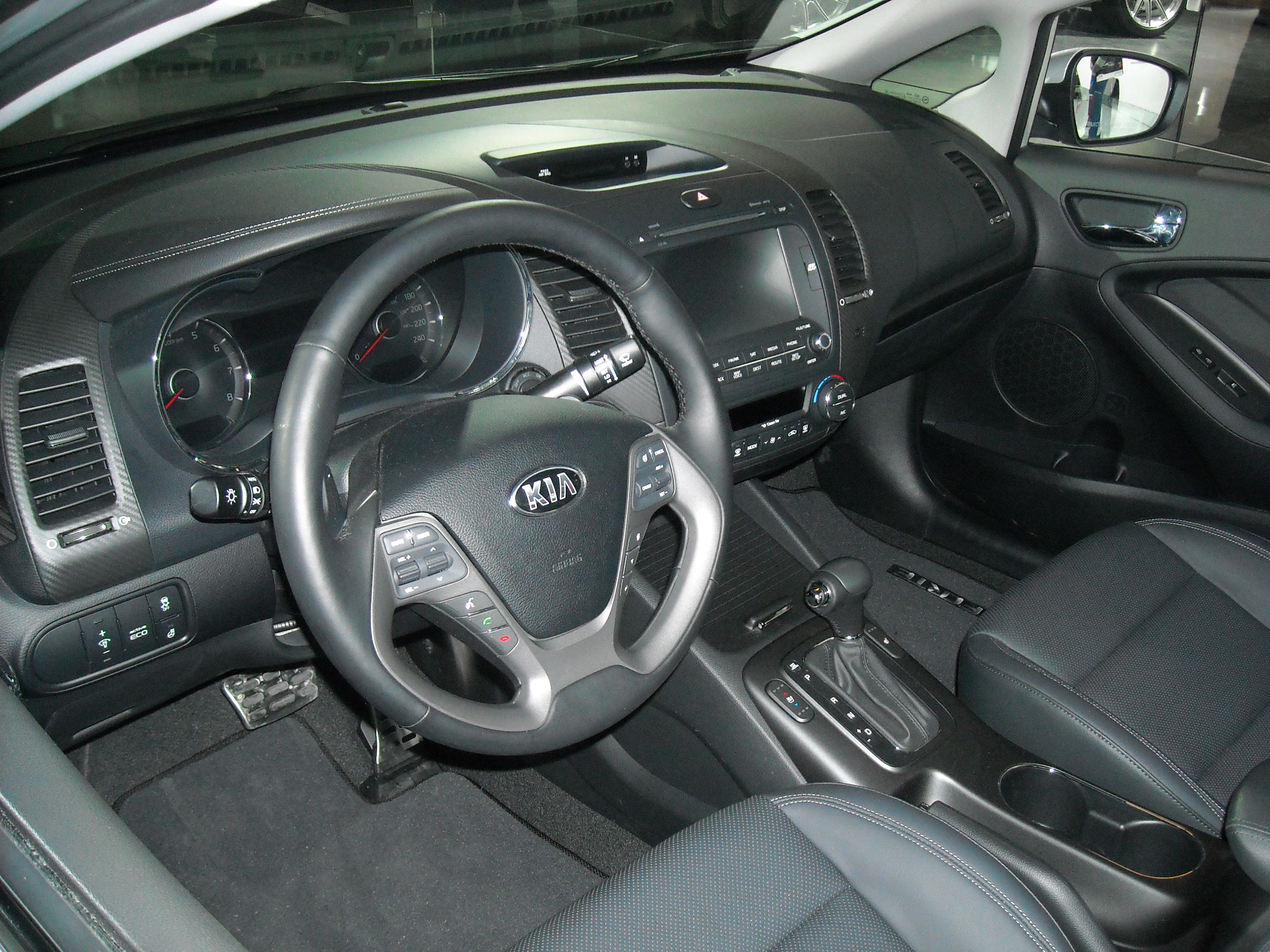
Интерьер

### Двигатели
- 1.6 L Gamma MPI I4 (130 л. с.)
- 1.6 L Gamma GDI turbo i4 (201 л. с.) — купе и хетчбэк
- 1.8 L Nu MPI I4 (148 л. с.) — седан
- 2.0 L Nu MPI I4 (159 л. с.)
- 2.0 L Nu GDI I4 (173 л. с.)

## Четвёртое поколение
Kia Cerato четвёртого поколения впервые был представлен 15 января 2018 года на Североамериканском международном автосалоне. При разработке дизайна компания Kia Motors ориентировалась на Kia Stinger. Кузов состоит из высокопрочной стали на 54%. В Северной Америке автомобиль оснащается двигателем Nu объёмом 2,0 литра, который сочетается в паре с шестиступенчатой механической трансмиссией или же с вариатором.
С механической трансмиссией Kia Cerato разгоняется до 100 км/ч за 8,2 секунды. Расход топлива составляет 8,7 л на 100 км в городе и 6,4 л на 100 км на загородных дорогах. У версии с турбодвигателем и автоматической трансмиссией расход топлива 7,8 л на 100 км, а у комплектаций LXS и GT-Line — 7,4 л/100 км.
20 апреля 2021 года автомобиль прошёл рестайлинг. Продажи обновлённой модели стартовали 11 октября 2021 года в США и 6 декабря 2021 года в Канаде. В 2024 году заменили моделью Kia K4.

### Китай
Kia K3 выпускается в Китае с июня 2019 года компанией DongFeng Yueda Kia с переработанной передней и задней частью. В 2023 году автомобиль прошёл рестайлинг.

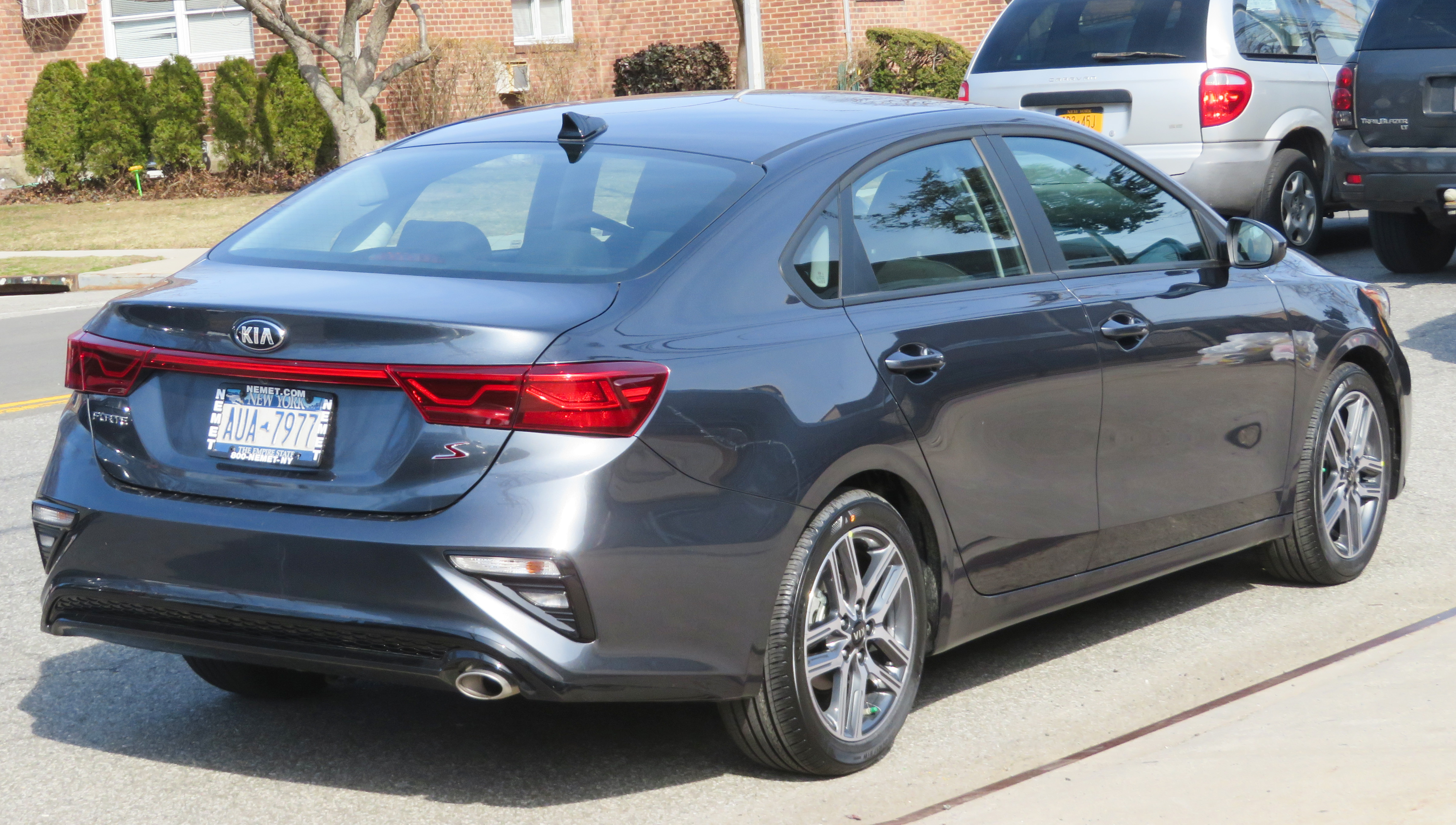
Вид сзади (седан)
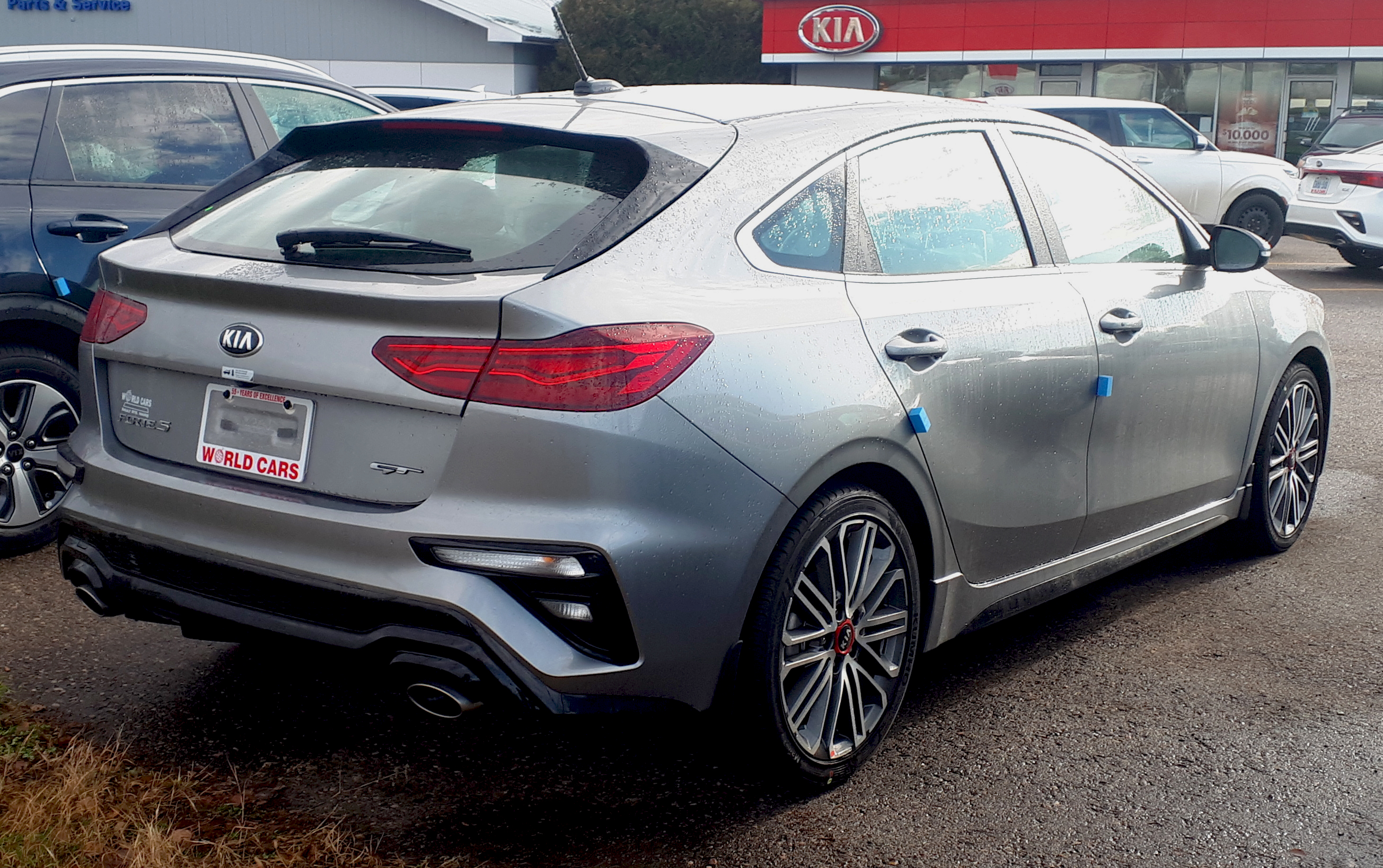
Вид сзади (хетчбэк)
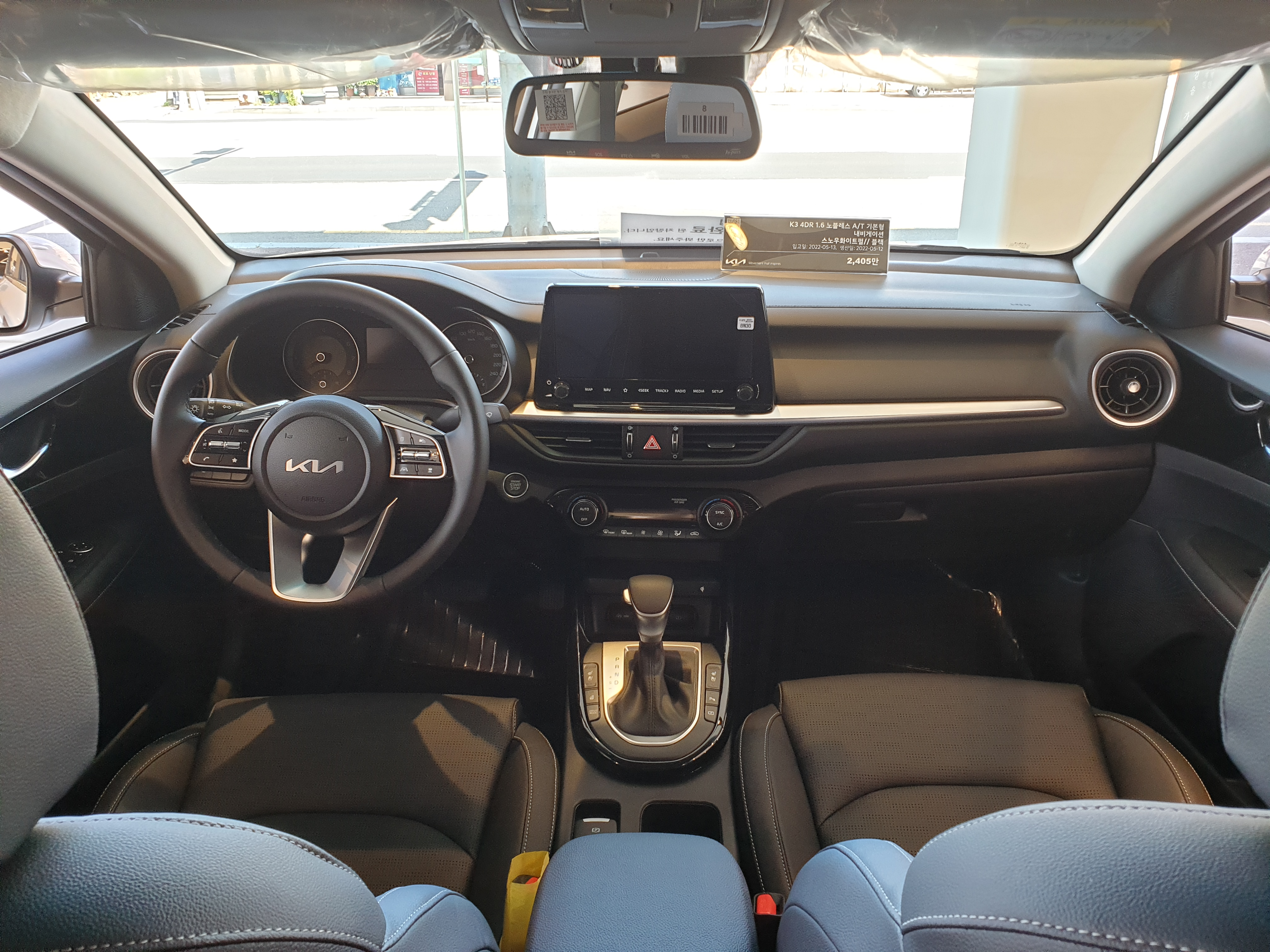
Интерьер
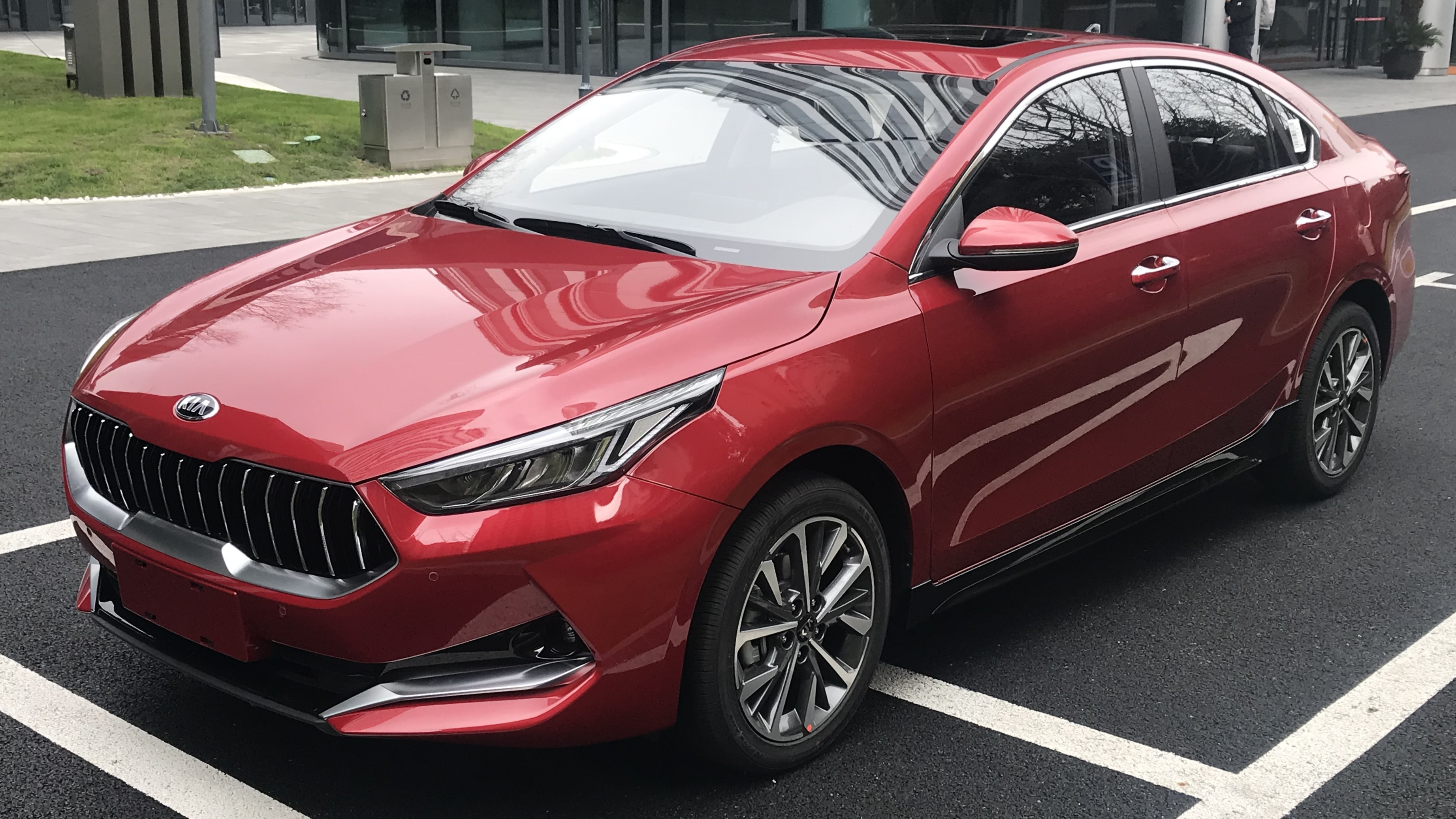
Kia K3 (Китай)
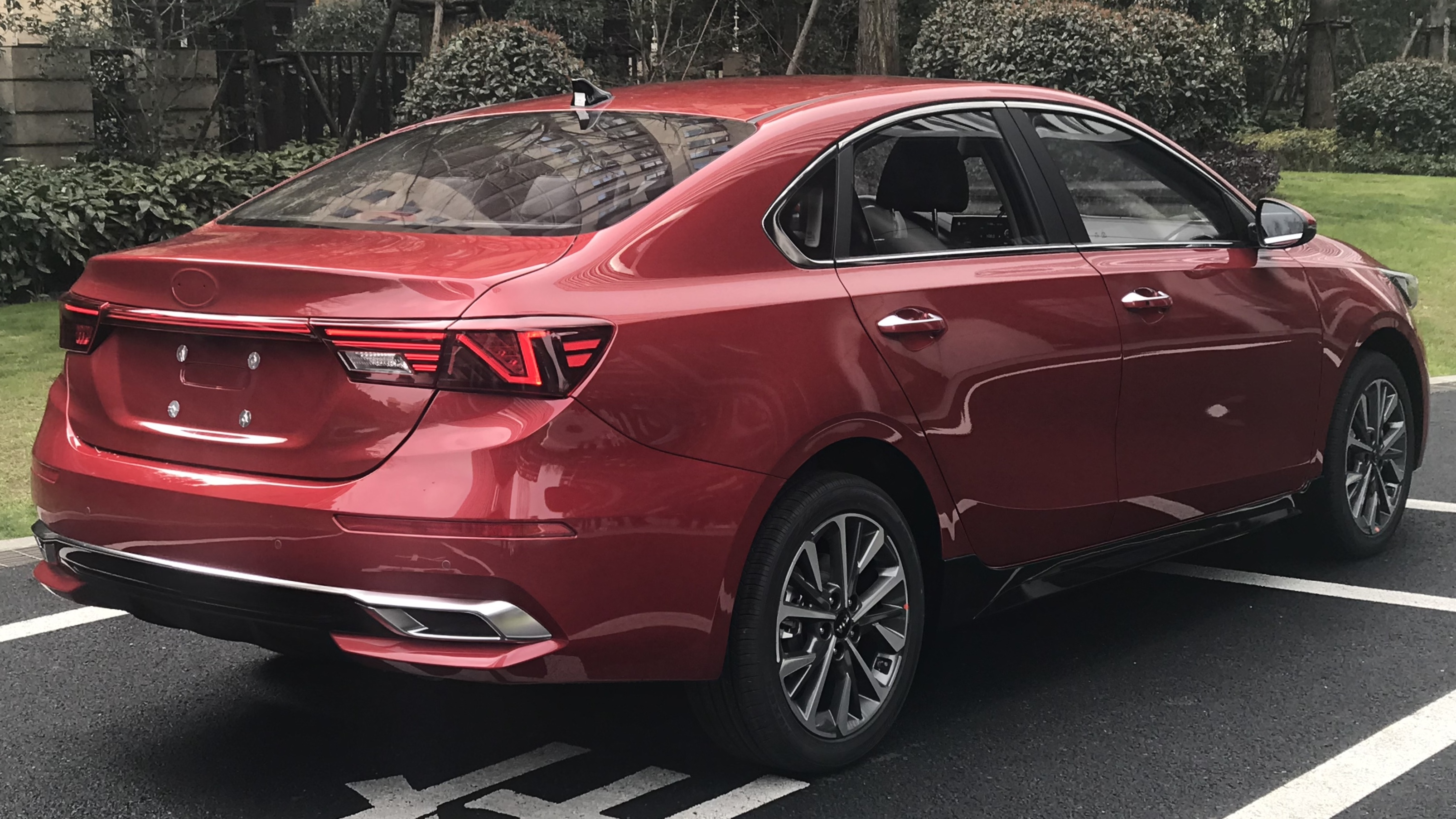
Kia K3 (Китай)
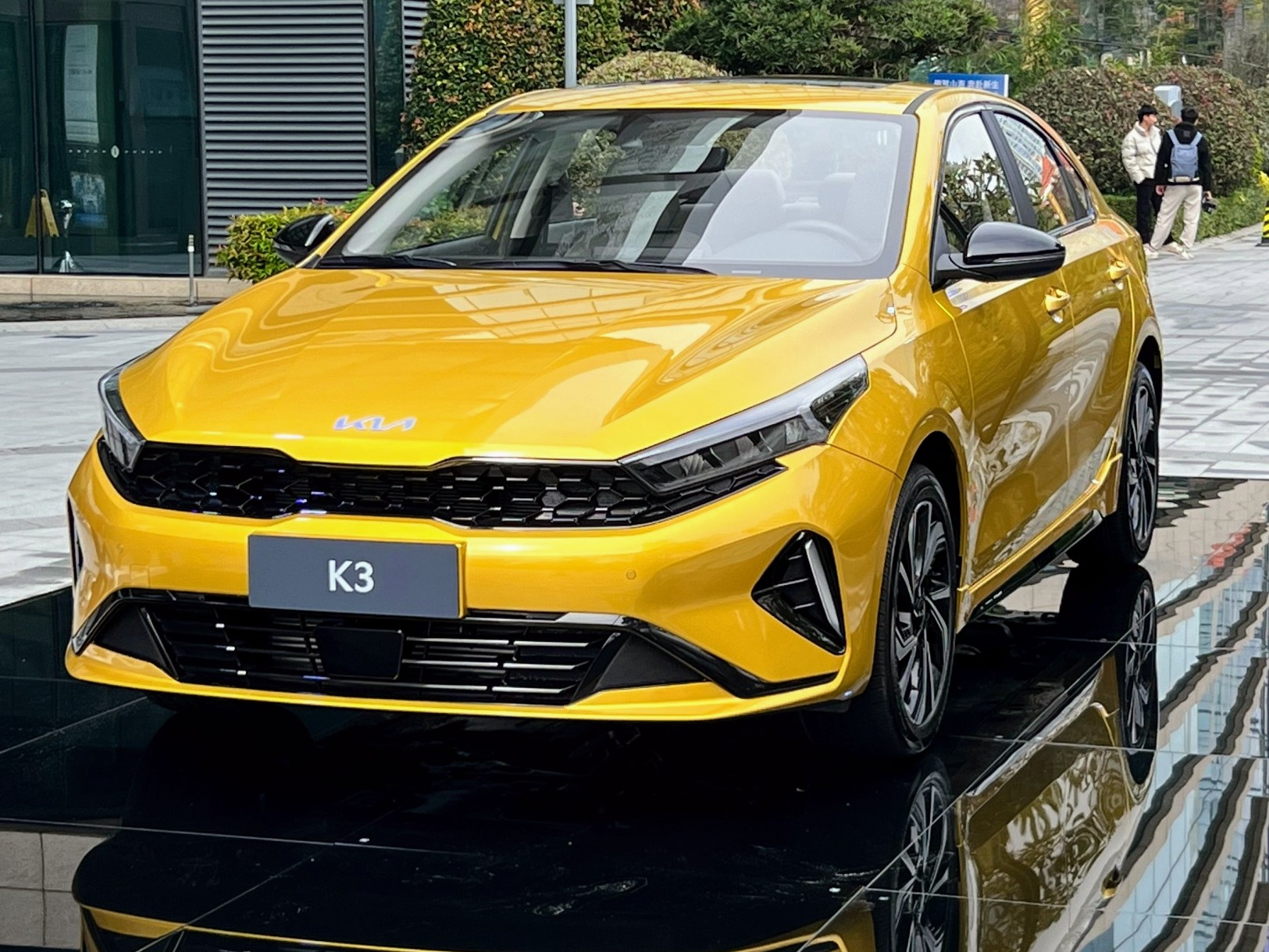
Kia K3 (Китай)
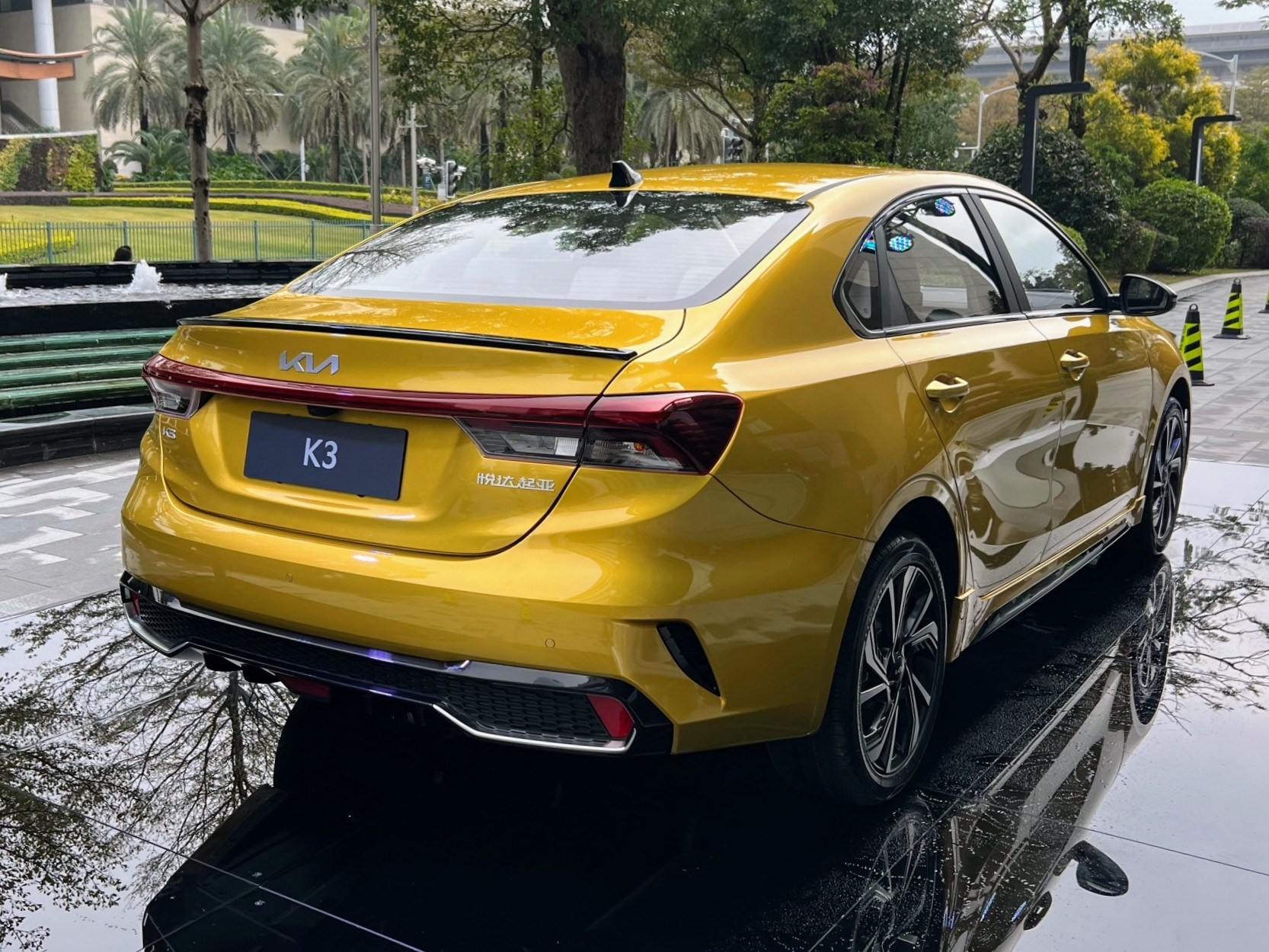
Kia K3 (Китай)

### Двигатели
- 1.6 L SmartStream GII MPI I4 (123 л. с.)
- 1.6 L Gamma II MPI turbo I4 (204 л. с.)
- 2.0 L Nu MPI I4 (147 л. с.)